# Adrift (Lost)
Adrift este un episod al serialului de televiziune Lost, sezonul 2.